# Sveti Erazmo
Sveti Erazmo ili sveti Elmo († Formia, 303.) je kršćanski svetac i mučenik. Slavi ga se kao sveca zaštitnika pomoraca i jednoga od Četrnaestero svetih pomoćnika, svetaca iz kršćanskih legendi koje se posebno štuje u Srednjoj Europi.
Erazmov život je predmet legendi koje daju često proturječne podatke o njegovom porijeklu, pa se tako navodi da je bio biskup Formije u Kampaniji i pustinjak u Siriji. Ono u čemu se legende slažu je da je bio žrtva Dioklecijanovih progona, odnosno da su mu 303. rasporili trbuh i crijeva izvukli vitlom.
Prema jednoj legendi, Erazma je prilikom putovanja brodom zadesila grmljavinska oluja. Erazmo se molio Bogu i spasio brod od potapanja. Po njemu se zove vatra svetog Elma, gotovo neprekidno slabo do umjereno električno izbijanje u atmosferi praćeno svjetlošću, koje se zapaža na povišenim objektima (gromobranima, vjetruljama, jarbolima, općenito šiljcima i izloženim dijelovima, pa i na krilima i elisama zrakoplova). Pojavljuje se za izraženih grmljavinskih oluja kada je vrlo pojačano električno polje u donjem sloju atmosfere.